# Zespół dworski w Sieborowicach
Zespół dworski w Sieborowicach – zespół dworski z otoczeniem parkowym znajdujący się w Sieborowicach, w gminie Michałowice, w powiecie krakowskim.
Obiekt w skład którego wchodzi: dwór, mur ogrodzeniowy z bramą oraz park, został wpisany do rejestru zabytków nieruchomych Wojewódzkiego Urzędu Ochrony Zabytków w Krakowie.

## Historia
Pierwsza wzmianka w źródłach pisanych o Sieborowicach pojawiła się w 1337 roku i przynajmniej do XVI wieku wieś była własnością cząstkową. Na początku XVI wieku dzierżawcami wsi byli Więcławscy herbu Leliwa. Rejestr z 1581 roku wymienia wieś jako własność szlachcica Jana Staszkowskiego, a w rejestrze poborowym województwa krakowskiego z roku 1629 figuruje Albert Młodziejowski. W roku 1633 dzierżawcą wsi była Elżbieta Szembakowa. Od 1680 roku wieś należała do Akademii Krakowskiej. Pod koniec XIX wieku właścicielami Sieborowic została rodzina Zakrzeńskich herbu Poraj. Wówczas stał tam dwór drewniany, parterowy, konstrukcji zrębowej, kryty gontem. W 1882 roku Bolesław Zakrzeński (1849–1924) do starego obiektu dobudował nowy, murowany.
Po śmierci Bolesława właścicielem majątku został jego syn Julian, a potem syn Juliana i Elżbiety z Hallerów, Władysław (1901–1981). W konsekwencji reformy rolnej z 1944 roku majątek został znacjonalizowany a rodzina Zakrzeńskich zmuszona została do opuszczenia majątku bez prawa osiedlenia się na terenie powiatu. Dwór, spichlerz, stajnia... w myśl zasady - co „dworskie to nasze” - wozownia, stodoła, szopa, chlewnia, wołownia i kuźnia zostały rozgrabione przez okoliczną ludność.
W 1945 rodzina Zakrzeńskich wyemigrowała z kraju. Budynek przeznaczono na szkołę ludową pod patronatem Towarzystwa Uniwersytetów Ludowych, a 14 lipca 1947 roku zdewastowany obiekt przekazano zlikwidowanemu w Krakowie przy ulicy Krzywdy Państwowemu Domowi Dziecka, i 15 grudnia wprowadziły się do niego dzieci.
W okresie dwudziestolecia międzywojennego w dworze przebywali: gen. Stanisław Haller, mjr Henryk Dobrzański, ppłk Łukasz Grzywacz-Świtalski oraz gen. Tadeusz Komorowski.

## Architektura
Eklektyczny dwór, wybudowany w 1882 roku przez Bolesława Zakrzeńskiego. Budynek murowany, na rzucie litery "T", wysoko podmurowany. Korpus główny i skrzydło zachodnie są dwukondygnacyjne, a skrzydło wschodnie jednokondygnacyjne. Wejście do dworu znajduje się w parterowej części. Poprzedza je arkadowo-filarowy portyk z tralkową balustradą. Od zachodniej strony znajduje się wieloboczny ryzalit z tarasem otoczonym balustradą tralkową. Elewacja jest tynkowana, w części dwukondygnacyjnej parter jest zdobiony boniowaniem. Między kondygnacjami znajduje się gzyms kordonowy. Okna rozmieszczone niesymetrycznie, prostokątne, otoczone dekoracyjnymi opaskami, a w części ryzalitowej zwieńczone półkoliście. Skrzydło zachodnie od strony południowej jest zwieńczone dekoracyjnym szczytem z herbem właścicieli i rokiem budowy dworu. Herb jest obramowany kartuszem, po bokach znajdują się woluty i dwa wazony. Podobny element dekoracyjny można zobaczyć w części środkowej elewacji zachodniej. Tu przyjmuje postać attykowego szczytu z owalnym, zablendowanym okienkiem w części centralnej i datą (remontu) 2003 na jednej z części bocznych.
W holu znajdował się kominek, w pokojach piece kaflowe, ściany były ozdobione dekoracją stiukową.
W skład zespołu dworskiego wchodzą ponadto budynki gospodarcze – dwa spichlerze murowane, stajnie dworskie przebudowane na dom zarządcy, kuźnia i rządcówka przebudowana na chlewnię, oraz wozownia, ułożone w funkcjonalny czworobok. Większość zabudowań pochodzi z przełomu XIX i XX wieku.

## Park
Całość usytuowana jest w neoklasycystycznym parku otoczonym murem z bramą wjazdową od strony wschodniej. Do kompleksu należał także staw. Park zaprojektowała krakowska firma ogrodnicza „Frege” założona przez Karola Freegego.